# Igurwa
Igurwa è una circoscrizione rurale (rural ward) della Tanzania situata nel distretto di Karagwe, regione del Kagera. Conta una popolazione di 10 525 abitanti (censimento 2012).